# Irene Williams Coit
Irene Williams Coit, född 1872, död 1945, var en amerikansk författare.
Hon blev 1891 känd som den första kvinna som framgångsrikt avlade inträdesprovet till Yale University. 